# Železniční stanice Chejfa mizrach

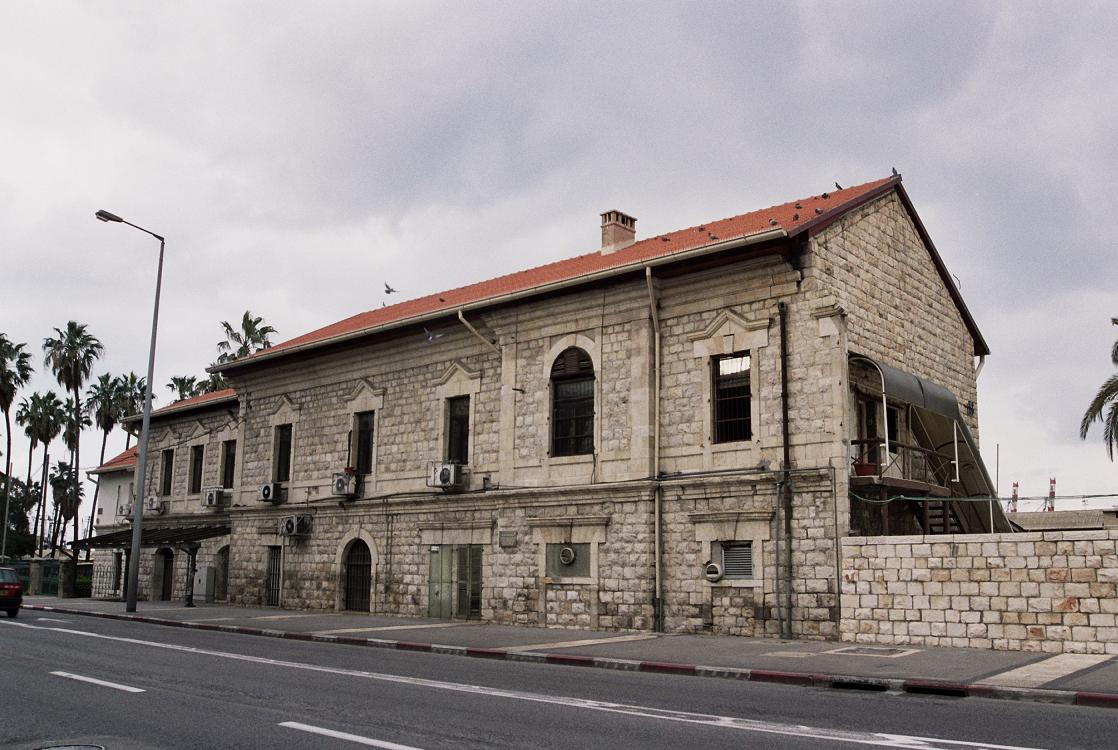
Bývalá budova železniční stanice Chejfa mizrach

Železniční stanice Chejfa mizrach (hebrejsky: תחנת הרכבת חיפה מזרח, Tachanat ha-rakevet Chejfa mizrach, doslova železniční stanice Haifa-východ) je bývalá železniční stanice na železniční trati v Jizre'elském údolí v dnešním Izraeli.
Leží v severní části Izraele v Haifském zálivu, v nadmořské výšce cca 10 metrů. Je situována do centra města Haifa, do ulice Derech Chativat Golan poblíž čtvrtě Vádí Salib. Poblíž prochází dálnice číslo 4, ze které se tu odděluje dálnice číslo 22. Poblíž stále vede železniční trať, jde o pobřežní železniční trať, která vede na sever do měst Akko a Naharija.
Byla otevřena počátkem 20. století jako jedna z původních stanic na železniční trati v Jizre'elském údolí. Byla výchozí stanicí této dráhy. Původně se jmenovala jen železniční stanice Haifa. Po otevření železniční stanice Chejfa Merkaz ha-Šmona byla přejmenována pro odlišení na železniční stanici Haifa-východ. Po zrušení trati v polovině 20. století byla budova zachována.